# Steppenwolf 7
Steppenwolf 7 è un album discografico in studio del gruppo musicale rock canadese/statunitense Steppenwolf, pubblicato nel 1970.

## Tracce
1. Ball Crusher – 4:50
2. Forty Days and Forty Nights – 3:02 (Bernard Roth; cover di Muddy Waters)
3. Fat Jack – 4:50
4. Renegade – 6:07
5. Foggy Mental Breakdown – 3:52
6. Snowblind Friend – 3:52
7. Who Needs Ya – 2:59
8. Earschplittenloudenboomer – 5:00
9. Hippo Stomp – 5:43

## Formazione
- John Kay - voce, chitarra, armonica
- Larry Byrom - chitarra, cori
- Goldy McJohn - tastiere
- George Biondo - basso, cori
- Jerry Edmonton - batteria